# Jure Matjašič
Jure Matjašič, slovenski nogometaš, * 31. maj 1992, Maribor.
Člansko kariero je začel leta 2010 v klubu Drava Ptuj v slovenski prvi ligi, leta 2011 je prestopil v Zavrč.
Matjašič je debitiral v dresu članske reprezentance 5. junija 2016 na prijateljski tekmi v Ljubljani proti Turčiji.